# Andrena tringa
Andrena tringa är en biart som beskrevs av Warncke 1973. Andrena tringa ingår i släktet sandbin, och familjen grävbin. Inga underarter finns listade i Catalogue of Life.